# II liga polska w piłce siatkowej kobiet (1961/1962)
II liga polska w piłce siatkowej kobiet 1961/1962 – edycja rozgrywek drugiego poziomu ligowego piłki siatkowej kobiet w Polsce.

## Eliminacje
11–15 października 1961 roku w Krakowie został rozegrany turniej o wejście do ligi terytorialnej. Uczestniczyły w nim drużyny: Wisła II Kraków, LZS Rajcza, Odra Opole, AZS Wrocław, Resovia Rzeszów i Radomski KS. Awans wywalczyły Wisła II Kraków i LZS Rajcza.

## Ligi terytorialne
W fazie rozgrywek określanej jako ligi terytorialne brały udział 24 drużyny podzielone na 3 grupy.
Grupa I
- Drukarz Warszawa
- Zdrowie Warszawa
- AZS AWF II Warszawa
- Sparta Warszawa
- AZS Białystok
- Motor Lublin
- Warszawianka
- Orzeł Przeworsk

Grupa II
- AZS Gdańsk
- Budowlani Toruń
- Sparta Złotów
- Unia Łódź
- ŁKS Łódź
- Chojniczanka
- Znicz Koszalin
- AZS Łódź

Grupa III
- Wisła II Kraków
- Baildon Katowice
- Częstochowianka
- Kolejarz Katowice
- AZS Kraków
- LZS Rajcza
- Stal Bielsko-Biała
- Piast Cieszyn

Sześć najsłabszych zespołów lig terytorialnych spadło do klas niższych. Były to: Orzeł Przeworsk, Warszawianka, AZS Łódź, Znicz Koszalin, Piast Cieszyn i Stal Bielsko-Biała.

## Turniej finałowy
Sześć najlepszych drużyn lig terytorialnych (z pominięciem rezerw drużyn pierwszoligowych, jak Wisła II Kraków, która wygrała rozgrywki w grupie III) awansowało do turnieju finałowego o awans do I ligi. Faza finałowa składała się z dwóch turniejów, z zaliczeniem wyników bezpośrednich spotkań w ramach ligi terytorialnej. Pierwszy z nich odbył się w Warszawie, drugi w Gdańsku. Rozgrywki zakończyły się w niedzielę, 13 maja 1962 roku:
| Lp. | Drużyna           | Mecze | Sety  |
| --- | ----------------- | ----- | ----- |
| 1.  | AZS Gdańsk        | 9:1   | 28:7  |
| 2.  | Drukarz Warszawa  | 8:2   | 24:13 |
| 3.  | Sparta Złotów     | 5:5   | 18:18 |
| 4.  | Częstochowianka   | 3:7   | 15:22 |
| 5.  | Zdrowie Warszawa  | 3:7   | 15:22 |
| 6.  | Kolejarz Katowice | 2:8   | 9:27  |

Awans wywalczyły dwa pierwsze zespoły. Ostatecznie jednak w rozgrywkach I ligi w sezonie 1962/1963 znalazły się również dwa kolejne.